# Basílica de la Inmaculada Concepción (Lourdes)
La Basílica de la Inmaculada Concepción es una iglesia de Lourdes (Altos Pirineos, Francia), elevada a basílica menor, situada dentro del Santuario de Nuestra Señora de Lourdes.

## Historia y descripción
Tras las apariciones de la Virgen María a Bernadette Soubirous, se decidió construir una iglesia capaz de albergar a los numerosos fieles que acudían a Lourdes. El lugar elegido estaba justo encima de la gruta de Massabielle donde habían tenido lugar las apariciones. Los trabajos de construcción comenzaron en 1866, siguiendo el diseño del arquitecto parisino Hippolyte Durand y terminaron en 1871. La consagración tuvo lugar en 1876.

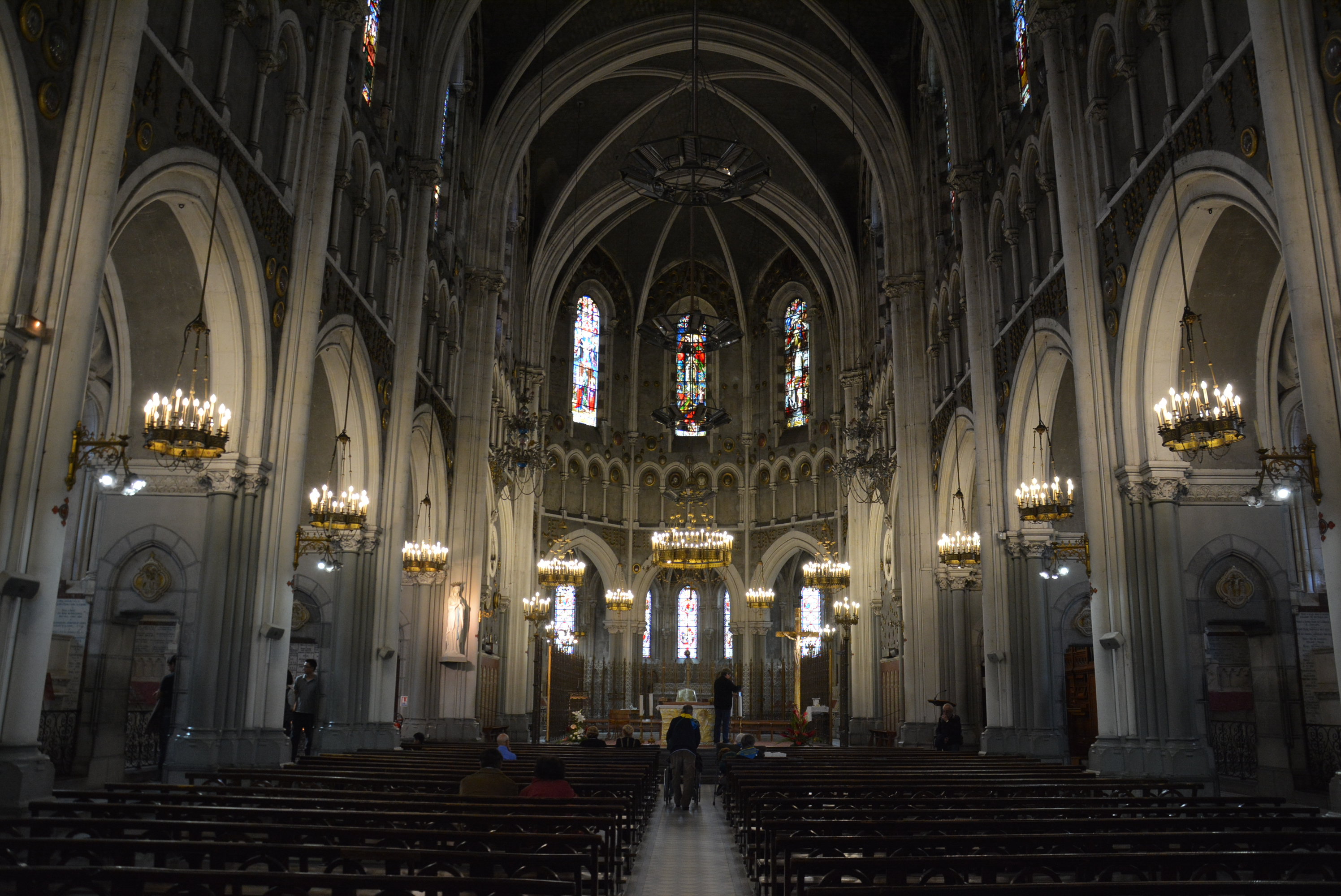
El interior

A la iglesia se accede por dos escaleras, bajo las cuales se encuentra la entrada a la cripta, que se unen al atrio de la iglesia, desde donde se puede disfrutar de la vista de la explanada. La fachada principal, como el resto del edificio, es de estilo neogótico. El portal de entrada está rematado por un mosaico que representa la proclamación del dogma de la Inmaculada Concepción por el Papa Pío IX en 1854, mientras que a ambos lados se abre un trífora. La fachada se completa con una torre de unos 70 metros de altura, que remata en una cúspide, también utilizada como campanario, con cuatro campanas en su interior que tienen un peso que oscila entre los ochocientos y los dos mil kilogramos; dos torres más pequeñas, terminadas en 1908, se colocan frente a la entrada de la basílica, a ambos lados. El interior mide cincuenta y cinco metros de largo por veintidós de ancho y tiene una capacidad de unos setecientos asientos. Está dividido en tres naves, una central más grande y dos laterales más pequeñas, en cuyo interior hay varias capillas. A lo largo de los muros laterales de la nave central, tras una serie de columnas dispuestas en ajimeces, y paredes cubiertas con exvotos y estandartes de romería, se abren ventanas de arco apuntado, decoradas con vidrieras que representan la vida de María. El altar mayor es de construcción simple, separado por una puerta de hierro forjado del coro detrás de él
En el coro de la contrafachada, dentro de una artística caja de madera neogótica, se encuentra el órgano de tubos de la basílica, construido por Aristide Cavaillé-Coll en 1875. El instrumento, con transmisión totalmente mecánica, tiene 25 registros en dos manuales y un pedal. Un segundo instrumento, también construido en 1872 por Cavaillé-Coll, se encuentra en el suelo de la última capilla lateral a la derecha de la nave.

## Otros proyectos
- Wikibooks contiene testi o manuali sugli organi a canne della basilica
- Wikimedia Commons contiene imágenes u otros documentos en Basílica de la Inmaculata Concepción

- Datos: Q3320
- Multimedia: Basilica of the Immaculate Conception / Q3320